# Ordine spontană
Ordinea spontană este un concept folosit în teoria economică liberală și are drept punct de plecare proprietatea privată și posibilitatea individului de a putea face schimburi cu alți indivizi fără existența vreunui aranjament deliberat. Friedrich Hayek discută despre ordinea spontană în articolul "Principiile unei ordini sociale liberale".
Ordinea spontană este un concept central în teoria alegerii raționale.
Ordinea spontană a pieței e întemeiată pe reguli abstracte, oferindu-le indivizilor libertatea de a-și folosi cunoștințele pentru îndeplinirea propriilor scopuri. Ordinea spontană a activităților umane e mult mai complexă decât ar putea fi vreodată un aranjament deliberat. Forța ordonatoare e reprezentată de regularitatea conduitei membrilor societății. Astfel, vom deține cunoștințe despre aspectele abstracte ale acestei ordini, dar nu și despre detaliile concrete. O ordine spontană nu are vreun scop particular, nu urmărește un anume rezultat, și nici nu are nevoie de așe ceva. Aceasta e independentă de orice scop particular.
Ordinea spontană a pieței poate servi la urmărirea mai multor scopuri individuale, sau chiar conflictuale, căci nu se bazează pe scopuri comune, ci pe reciprocitate - pe reconcilierea scopurilor diferite spre avantajul reciproc al indivizilor. Prin urmare, conceptul de bine public într-o societate liberă ar trebui definit ca o ordine abstractă, care nu urmărește nici un scop individual, oferindu-i fiecărui membru al ei cea mai mare șansă de a-și folosi cunoștințele pentru atingerea propriilor scopuri. Am putea spune despre o asemenea societate liberă că reprezintă o ordine socială „nomocratică”. Ordinea spontană a pieței, întemeiată pe reciprocitate e, în genere, numită ordine economică, ceea ce e, conform lui Hayek, extrem de înșelător, constituind o sursă de confuzie. Ordinea spontană a pieței e rezultatul interacțiunilor mai multor economii, și e fundamental diferită de o economie propriu-zisă. Pentru a evita inducerea a eroare a indivizilor de către această confuzie a termenilor, Hayek propune introducerea unui nou termen tehnic pentru economie: „catalaxie”.